# Conclave de 1623
El conclave de 1623 va ser convocat després de la mort del papa Gregori XV, que va tenir lloc a Roma el 8 de juliol de 1623.
Es va celebrar a la Capella Sixtina del 19 de juliol al 6 d'agost i, després de trenta-set escrutinis, el cardenal Maffeo Barberini va ser triat papa, que va assumir el nom d'Urbà VIII. L'elecció van ser anunciada pel cardenal protodiaca Alessandro d'Este.

Va ser el primer conclave que va tenir lloc després de les reformes que Gregorio XVI van publicar en la seva butlla Aeterni Patris Filius de 1621.

## Rerefons
Espanya, França i Àustria, en cada conclave, van exercir la seva influència decisiva a través dels respectius cardenals presents. Contra aquesta interferència, Gregori XV va emetre el 1621 la butlla Aeterni Patris, seguida, un any més tard, de la butlla Decet Romanorum Pontificem, reafirmant: la necessitat de la clausura durant el conclave; l'obligació de l'elecció per majoria de dos terços del Sacre Col·legi i tota una sèrie d'actes formals per garantir les obligacions esmentades, i aquesta va ser la primera elecció papal a seguir aquestes reformes.
Després de la mort del papa Gregori XV, el Col·legi Cardenalici, continuant el treball del difunt pontífex, havia intentat frenar la ingerència dels estats catòlics en l'elecció papal.
Després dels conclaves de 1605, les eleccions papals s'havien normalitzat tot i no ser hereditàries. El papa típic durant els 200 anys següents a l'elecció de Pau V tenia al voltant de setanta anys i havia estat cardenal durant una dècada després d'una carrera com a advocat canònic. Els papes solien procedir de la noblesa de segon nivell de Roma o dels Estats pontificis.

## Composició del Col·legi Cardenalici

### Cardenals presents
El Sacre Col·legi estava format per 67 cardenals, però només 55 van participar en el conclave:
- Antonio Maria Sauli, bisbe d'Òstia i Velletri, degà del Sacre Col·legi
- Francesco Maria Bourbon del Monte, bisbe de Porto e Santa Rufina, vice degà del Sacre Col·legi.
- Francesco Sforza di Santa Fiora, bisbe de Frascati
- Giovanni Battista Deti, bisbe d'Albano
- Odoardo Farnese, bisbe de Sabina
- Ottavio Bandini, bisbe de Palestrina
- Federico Borromeo, arquebisbe de Milà
- Andrea Baroni Peretti Montalto (abandonà el Conclave el 3 d'agost)
- Bonifazio Bevilacqua Aldobrandini, bisbe de Cervia
- Alessandro d'Este, bisbe de Reggio Emilia
- Domenico Ginnasi
- Carlo Gaudenzio Madruzzo
- Giovanni Doria, arquebisbe de Palerm
- Carlo Emmanuele Pio di Savoia, legat pontifici a la Marca Anconitana
- Scipione Caffarelli-Borghese
- Maffeo Barberini, elegit papa sota el nom d'Urbà VIII
- Giovanni Garzia Mellini
- Marcello Lante della Rovere, bisbe de Todi
- Maurizio di Savoia
- Fabrizio Verallo
- Giovanni Battista Leni, bisbe de Ferrara
- Luigi Capponi, arquebisbe de Ravenna
- Decio Carafa, arquebisbe de Nàpols
- Domenico Rivarola
- Pier Paolo Crescenzi, bisbe d'Orvieto
- Giacomo Serra
- Agostino Galamini, bisbe d'Osimo
- Gaspar de Borja y Velasco
- Felice Centini, O.F.M.Conv., bisbe de Macerata e Tolentino
- Roberto Ubaldini, Legat pontifici a Bolonya
- Tiberio Muti, bisbe de Viterbo
- Gabriel Trejo y Paniagua
- Carlo de' Medici
- Giulio Savelli
- Melchior Klesl, bisbe de Viena
- Pietro Campori, bisbe de Cremona
- Matteo Priuli
- Scipione Cobelluzzi, bibliotecari de la Santa Romana Església
- Francesco Cennini de' Salamandri, bisbe d'Amelia
- Guido Bentivoglio
- Pietro Valier, arquebisbe de Creta
- Eitel Friedrich von Hohenzollern-Sigmaringen
- Giulio Roma, bisbe de Recanati i Loreto
- Cesare Gherardi, bisbe de Camerino
- Desiderio Scaglia, bisbe de Como
- Stefano Pignatelli
- Ludovico Ludovisi, arquebisbe de Bolonya
- Antonio Caetani
- Francesco Sacrati, bisbe de Cesena
- Francesco Boncompagni, Legat pontifici a Perussa i Umbria
- Ippolito Aldobrandini
- Lucio Sanseverino, arquebisbe de Salerno
- Marco Antonio Gozzadini
- Cosimo de Torres
- Ottavio Ridolfi, bisbe d'Ariano

### Cardenals absents del Conclave
- Franz Seraph von Dietrichstein, arquebisbe d'Olomouc
- François d'Escoubleau de Sourdis, arquebisbe de Bordeus
- Antonio Zapata y Cisneros
- François de La Rochefoucauld, bisbe de Senlis
- Baltasar Moscoso y Sandoval, bisbe de Jaén
- Alessandro Orsini
- Francisco Gómez de Sandoval y Rojas, duc de Lerma
- Ferran d'Àustria, Infant d'Espanya
- Louis de Nogaret de La Valette d'Épernon, arquebisbe de Tolosa
- Agostino Spinola Basadone
- Armand-Jean du Plessis de Richelieu
- Alfonso de la Cueva-Benavides y Mendoza-Carrillo

## El Conclave
Cinquanta-quatre cardenals van participar del conclave. Entre ells hi havia quatre cardenals espanyols i tres cardenals alemanys, però cap de francès.
Els cardenals es van dividir principalment en faccions entre els creats pels papes anteriors a l'elecció de Pau V el 1605, que va comptaven tretze, els creats per Pau, que eren trenta-dos i els creats per Gregori XV, que només eren nou. Els dos cardenals que van tenir més influència sobre el conclave van ser Scipione Borghese, el nebot de Paul V, i Ludovico Ludovisi, el nebot de Gregori XV. Ludovisi va intentar augmentar la seva influència sobre el conclave aliant-se amb els cardenals que provenien de regions controlades pels Habsburg.
Els Borghese havien recolzat a Pietro Campori en el conclave anterior, que havia escollit a Gregori XV, i Campori era el seu candidat preferit durant aquest conclave. Es preveia que l'edat de 66 anys de Campori seria un benefici, perquè un memoràndum espanyol havia revelat que veien als cardenals més antics com menys propensos a desenvolupar una política exterior independent com a papa. Com que la influència francesa en aquesta elecció no s'esperava que fos molta, Borghese va anticipar que l'elecció del papa Campori seria més fàcil, ja que l'oposició francesa havia estat el principal obstacle en el conclave anterior.
El primer escrutini del conclave va ser important perquè va revelar que la reforma de Gregori XV tenia la intenció de desanimar els cardenals de votar als seus amics en la primera volta no havia tingut èxit. El segon escrutini va revelar a Borghese que Giovanni Garzia Mellini era el candidat del partit borghès que tenia més suport entre els electors. Ludovisi es va oposar a Mellini, i va difondre rumors entre els cardenals que Borghese preferiria morir que veure a qualsevol aliè a la seva facció convertint-se en papa. Aquests rumors van fer que altres cardenals perdessin bona voluntat cap a Borghese, juntament amb el suposat fet que la calor de l'estiu havia començat a esgotar-los.

### L'elecció d'Urbà VIII
Després que els candidats d'ambdues faccions importants haguessin estat rebutjats pels electors, Borghese va començar a buscar candidats neutres, incloent a Maffeo Barberini.
Barberini va començar a fer campanya obertament per a la seva pròpia elecció, la qual cosa no s'havia vist en els conclaves anteriors. Barberini havia fet amistat amb Maurici de Savoia, que servia com a portaveu dels cardenals que donaven suport a França durant el conclave. També va rebre el suport de Ludovisi, que va fer que Borghese hi oposés. Borghese havia contret una malaltia durant el conclave i, per tal de poder marxar, va acceptar l'elecció de Barberini i va ordenar als seus cardenals que votessin per l'elecció de Barberini.
En el següent escrutini, Barberini va rebre suficients vots per a l'elecció, però hi faltava un vot. Els cardenals van disputar el que va fer durant dues hores i, finalment, Barberini va demanar un segon escrutini, que va guanyar amb cinquanta dels cinquanta-quatre cardenals presents. La velocitat relativa de l'elecció de Urbà s'ha atribuït a la calor de l'estiu que els cardenals es van veure obligats a suportar durant el procés.
Després de la seva elecció, Barberini va prendre el nom d'Urbà VIII. Barberini havia servit prèviament com a nunci papal a França sota Pau V, i havia estat creat cardenal pel seu servei allà, i la seva elecció va agradar a Lluís XIII de França. Durant el papat de Pau V Urbà va ser assenyalat en una sèrie de biografies sobre potencials electors cardinals per ser escriptor i poeta. El símbol de la seva família era l'abella, i els romans posteriorment dirien que la seva elecció havia estat anunciada per un eixam d'abelles que entrà al conclave. Després de l'elecció, vuit cardenals van morir al cap de dues setmanes, però el nou papa va sobreviure malgrat haver contret la malària durant el conclave.